# Shirazeh Houshiary

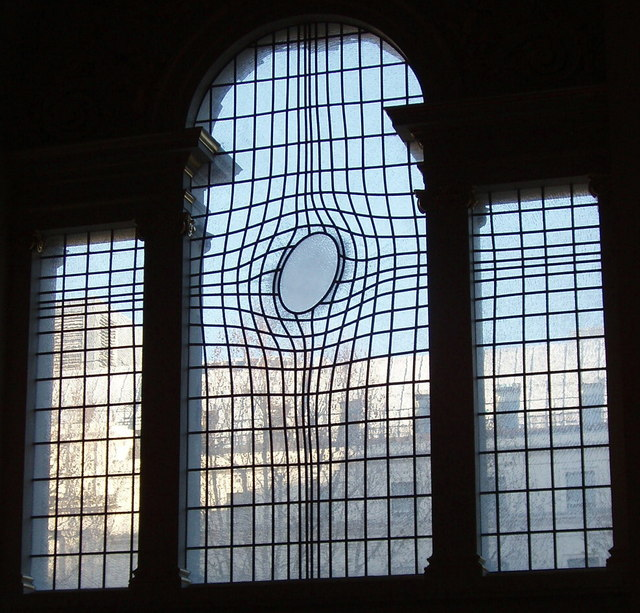
Les nouveaux vitraux de l'église anglicane St Martin-in-the-Fields par Shirazeh Houshiary

Shirazeh Houshiary, née à Chiraz le 15 janvier 1955, est une peintre et sculptrice iranienne, imprégnée de mystique soufie.

## Biographie
Shirazey Houshiary a quitté l'Iran à 19 ans, en 1974, pour prolonger ses études artistiques en Grande-Bretagne. Elle étudie à la Chelsea College of Art and Design de 1976 à 1979, puis au Cardiff School of Art & Design de 1979 à 1980. Depuis, elle s'est installée à Londres.
Elle est associée à une génération d'artistes comprenant notamment  Richard Deacon et Anish Kapoor, mais son travail se distingue par une influence de la culture perse, tout en partageant avec Anish Kapoor une préoccupation spirituelle. Son approche se fonde sur la doctrine mystique soufie et sur le poète et mystique du XIIIe siècle Djalâl ad-Dîn Rûmî,.
Elle est nommée en 1994 pour le Prix Turner. En 2008, elle participe, avec son mari, l'architecte et designer Pip Horne, à la rénovation de l'église anglicane St Martin-in-the-Fields à Londres, et plus particulièrement à la grande verrière Est, un vitrail brisé par les bombes de la Seconde Guerre mondiale, pour lequel sa conception, très simple, de verre dépoli et d'acier, est retenue. L'évêque anglican Nicholas Holtam souligne qu'à son sens : « Le fait que nous nous trouvons maintenant devant un vitrail conçu par une artiste,  femme iranienne, du début du 21e siècle, est vraiment important ». Ses œuvres sont aujourd'hui parties prenantes de nombreuses collections publiques et privées, dont le Museum of Modern Art (MoMA) de New York et la Collection Tate Britain à Londres.